# بلاوه تره علیا
بلاوه تره علیا، روستایی از توابع بخش مرکزی شهرستان چرداول در استان ایلام ایران است.

## جمعیت
روستای بلاوه تره علیا (قلب شهرستان چرداول) در دهستان بیجنوند قرار دارد و براساس سرشماری مرکز آمار ایران در سال ۱۴۰۱جمعیت آن ۷۰نفر (۲۰خانوار) بوده‌است و این روستا دارای جاذبه های بسیار زیبا و بکر می باشد